# Direction des études et fabrications d'armement
La direction des études et fabrications d'armement (DEFA) était l'institution responsable de la recherche scientifique et de la production d'armements terrestres. Elle fut fondée le 29 avril 1933 sous le nom de direction des fabrications d'armement (DFA) et rattachée au Ministère de la guerre (ou de la Défense nationale selon l'époque).

## Histoire
L'expérience de la Première Guerre mondiale a montré quelle part l'armement prenait dans les conflits modernes. Le matériel devenait de plus en plus important dans le déroulement des opérations militaires. La difficile mobilisation économique quasi totale de la France a rendu nécessaire la création d'un service qui aurait pour tâche d'organiser toute la production française d'armement terrestre, c'est-à-dire de l'Armée de terre. C'est ainsi qu'en 1933, le ministère regroupe différents services en un seul : la direction des fabrications d'armement (DFA). La DEFA prend la suite après 1945. Son siège est établi à la caserne Sully à Saint-Cloud.
La DFA est intégrée au ministère de l'Armement en 1939 avec l'entrée en guerre de la France contre l'Allemagne mais est supprimée par la loi du 3 août 1940 par Vichy. Il faudra attendre la Libération et la loi du 30 octobre 1940 qui abroge celle du 3 août 1940 et crée la direction des études et fabrications d'armement.
La DEFA nouvellement instituée doit faire face à plusieurs problèmes qui suivent la Libération et la fin de la guerre. Premièrement, elle doit, selon les volontés du général de Gaulle, être la plus indépendante possible vis-à-vis des Alliés en matière de matériel, relancer ses usines de fabrication d'armement. Tâche d'autant plus difficile que ces ateliers sont pour beaucoup soit en partie détruits par les bombardements alliés, soit pillés par l'occupant. De plus, l'approvisionnement en matières premières, nécessaires pour produire, est compliqué. Il faut en effet importer l'acier, le fer, etc., qui permettront de créer les armes qui équiperont l'armée française. Le bilan est donc moyen et le matériel qui est produit est surtout constitué d'armes légères telles que les fusils et les munitions. La direction a aussi été tentée de produire des matériels nouveaux. Mais face à l'état de ses installations, au manque de personnel et surtout au manque de connaissances modernes, elle ne produira que des matériels, certes neufs, mais déjà dépassés dont l'ARL 44 est le symbole.

### La nécessité de la recherche scientifique
La victoire alliée étant acquise, ordre est donné à la DEFA de s'atteler à rattraper le retard technique de la France en matière d'armement. C'est pendant la guerre que l'armement a fait un bond considérable tant au niveau technique que des doctrines d'emploi des armes. C'est en partie pourquoi le ministère de l'armement a jugé sans doute nécessaire le rajout du mot "études" à la dénomination ancienne de Direction des fabrications d'armement. La recherche scientifique devient de plus en plus nécessaire au regard des progrès accomplis par les armes pendant la Seconde Guerre mondiale. Ainsi est lancé le site de Vernon qui devra s'occuper de la mise au point des missiles et des fusées dans lequel travaillent après la guerre environ 150 scientifiques et techniciens allemands. À cela s'ajoute une réorganisation des études qui s'articulera selon trois pôles : le laboratoire central de l'Armement (LCA), les laboratoires d'études situés dans chaque atelier et les laboratoires d'expériences techniques. Cette forme décentralisée permet de lancer plusieurs types d'études en alliant les ingénieurs d'études avec les ingénieurs de la production et les militaires. L'un des laboratoires les plus productifs est celui situé dans l'atelier d'Issy-les-Moulineaux et est spécialisé dans la mise au point de prototypes et de pré-série d'engins blindés. C'est de cet atelier que sortirent les différents chars AMX 13, les prototypes divers tels que l'AMX 50. Cette nécessité scientifique va perdurer de la fin des années 1940 au début des années 1950 et sera peu à peu mise de côté face aux défis des guerres coloniales.

### Les guerres coloniales
Dès la fin de la Seconde Guerre mondiale, la France dut faire face à des soulèvements d'abord localisés comme à Sétif et Madagascar puis à de véritables conflits en Indochine et en Algérie. Ces nouvelles guerres ont retardé la recherche scientifique française en armement. Avec la reconstruction, la France n'avait, en effet, pas les moyens de se lancer dans de nombreuses recherches et parallèlement de mener des guerres très coûteuses. L'armée de métropole, qui devait au départ recevoir la majorité des crédits du budget de la défense nationale, a été mise un peu de côté au profit d'abord du corps expéditionnaire français en Extrême-Orient et ensuite des troupes combattant le FLN en Algérie. La majeure partie de la production militaire des usines de la DEFA était consacrée à l'armement et à l'approvisionnement des unités combattantes. Des armes comme le MAS 49, le MAC 24 ou encore le MAT 49 deviendront des icônes de ces guerres car légères, pratiques et donc adaptées au format des guerres contre-insurrectionnelles.
Cependant, les recherches ne sont toutefois pas mises de côté et la France mettra au point des matériels nouveaux comme les missiles SS.10 et SS.11 ou encore le char AMX-13.

## Liste des établissements de la DEFA en 1947
| Établissement                                                 | Établissement d'études ou de fabrication | Type de production                                                         |
| ------------------------------------------------------------- | ---------------------------------------- | -------------------------------------------------------------------------- |
| A.B.S. (Ateliers de construction de Bourges)                  | Fabrication                              | Artillerie                                                                 |
| A.C.F. (Ateliers de chargement de Clermont-Ferrand)           | Fabrication                              | Chargement de munitions                                                    |
| A.C.N. (Ateliers de fabrication de Caen)                      | Fabrication                              | Munitions de mortier                                                       |
| A.H.E. (Ateliers de construction du Havre)                    | Fabrication (ferme en 1961)              | Artillerie                                                                 |
| A.I.Y. (Ateliers de construction d'Irigny)                    | Fabrication                              | Munitions d'infanterie                                                     |
| A.L.M.( Ateliers de fabrication du Mans)                      | Fabrication                              | Munitions d'infanterie                                                     |
| A.L.N. (Atelier de construction de Lyon)                      | Fabrication (ferme en 1961)              | Munitions d'artillerie / Véhicules blindés                                 |
| A.M.S. (Atelier de construction de Moulins)                   | Fabrication                              | Chargement de munitions                                                    |
| A.M.X. (Ateliers de construction d'Issy-les-Moulineaux)       | Fabrication et études                    | Véhicules blindés                                                          |
| A.P.X. (Atelier de construction de Puteaux)                   | Fabrication et études                    | Artillerie                                                                 |
| A.R.E. (Atelier de construction de Roanne)                    | Fabrication                              | Munitions d'infanterie / Véhicules blindés                                 |
| A.R.L. (Atelier de construction de Rueil)                     | Fabrication                              | Véhicules blindés                                                          |
| A.R.S. (Atelier de construction de Rennes)                    | Fabrication                              | Douilles                                                                   |
| A.S.F. (Atelier de construction de Saint-Florentin[Lequel ?]) | Fabrication                              | Munitions d'artillerie                                                     |
| A.S.S. (Atelier de chargement de Salbris)                     | Fabrication                              | Munitions d'artillerie                                                     |
| A.S.T. (Atelier de fabrication de Saint-Priest)               | Fabrication                              | Accessoires                                                                |
| A.T.E. (Atelier de fabrication de Toulouse)                   | Fabrication                              | Munitions d'infanterie                                                     |
| A.T.S. (Atelier de construction de Tarbes)                    | Fabrication                              | Artillerie / Munitions d'artillerie / Munitions d'infanterie / Pyrotechnie |
| A.V.E. (Cartoucherie de Valence)                              | Fabrication                              | Munitions d'infanterie                                                     |
| A.V.S. (Atelier de fabrication de Vincennes)                  | Fabrication                              | Réparation de véhicules                                                    |
| E.C.P. (École centrale de pyrotechnie de Bourges)             | Études                                   | Pyrotechnie                                                                |
| E.T.B.S. (Établissement technique de Bourges)                 | Études                                   | Balistique                                                                 |
| L.C.A. (Laboratoire central de l'Armement) - Arcueil          | Études                                   | Études générales                                                           |
| M.A.C. (Manufacture d'armes de Châtellerault)                 | Fabrication et études                    | Armement d'infanterie ; Véhicules automobiles                              |
| M.A.S. (Manufacture d'armes de Saint-Étienne)                 | Fabrication et études                    | Armement d'infanterie                                                      |
| M.A.T. (Manufacture d'armes de Tulle)                         | Fabrication et études                    | Armement d'infanterie                                                      |
| M.L.S. Manufacture nationale d'armes de Levallois             | Fabrication                              | Armement d'infanterie                                                      |